# Lorenzo Bernard
Lorenzo Bernard (Susa, 25 luglio 1997) è un canottiere e paraciclista italiano.

## Biografia
Nel 2013, mentre stava piantando delle patate in un orto, rimase ferito quando una granata a mano della seconda guerra mondiale, scambiata per un lumino da cimitero, esplose e lo rese cieco. Nello stesso incidente anche l'amico Nicolas Marzolino perde la vista, oltre alla mano destra, mentre un terzo ragazzo rimane lievemente ferito dalle schegge.
Bernard ha iniziato la sua carriera come paracanottiere e ha rappresentato l'Italia ai Campionati europei di canottaggio 2020,dove ha vinto la medaglia d'oro nell'evento misto a quattro con PR3. Ha poi rappresentato l'Italia alle Paralimpiadi estive di Tokyo 2020, dove si è classificato al quinto posto nell'evento misto a quattro con misto.
Dopo le Paralimpiadi estive del 2020 è passato al paraciclismo. Ha rappresentato l'Italia ai Campionati del mondo di paraciclismo su pista UCI 2024 e ha vinto una medaglia di bronzo nell'inseguimento individuale. Insieme alla propria guida Davide Plebani, ha rappresentato l'Italia alle Paralimpiadi estive di Parigi 2024, dove ha vinto la medaglia di bronzo nell'inseguimento individuale B, prima medaglia dell'Italia alle Paralimpiadi estive 2024 e 600° medaglia italiana alle Paralimpiadi.

## Palmarès

### Canottaggio
- Campionati mondiali

Ottensheim 2019: bronzo nel PR3 misto a quattro.
- Campionati europei

Poznań 2020: oro nel PR3 misto a quattro.

### Paraciclismo
- Giochi paralimpici

Parigi 2024: bronzo nell'inseguimento B.
- Campionati mondiali

Rio de Janeiro 2024: bronzo nell'inseguimento B.